# Socha svatého Kiliána
Socha sv. Kiliána stojí na východní straně Masarykova náměstí v Přešticích v Plzeňském kraji (okres Plzeň-jih). Její originál, který pochází asi z roku 1734, je uschován v lapidáriu města. Vytvořená kopie je součástí volného souboru soch uprostřed hlavního náměstí.
Socha byla prohlášena kulturní památkou. Památkově chráněna je od 3. května 1958, rejstříkové číslo v ÚSKP 47633/4-4501 (do státního seznamu zapsáno před rokem 1988).

## Historie
Původní socha sv. Kiliána, patrona města Přeštice, byla vytvořena patrně v roce 1734. Chronogram na pilíři sochy dává dohromady neadekvátní letopočet 1834. Jelikož socha ještě neexistovala v roce 1728 a je zmíněna až v roce 1741, jeví se jako nejpravděpodobnější rok jejího vzniku 1734. Často uváděný rok 1784 pochází z mylného výpočtu E. V. Řičáka.
V roce 2003 byla socha zrestaurována. Vlastní socha a sokl byly přeneseny do lapidária na radnici města. Na původním místě na původních kamenných stupních byla umístěna replika podstavce, soklu a sochy.

### Historický požár města
Dne 8. července 1590 na den sv. Kiliána vypukl v Přešticích ničivý požár, kdy během dvou hodin shořelo celé město (radnice se všemi spisy a knihami, škola, špitál, věž kostelní se zvony…).
Poté se každý rok v den sv. Kiliána nebo v neděli, která ke svátku přináležela, konala slavná bohoslužba zakončená průvodem k soše na náměstí. Od roku 1728 byl v čele průvodu nesen obraz svatého, který byl vyzýván k ochraně proti ohni. Oficiální svěcení tohoto svátku zrušil až dvorní dekret z 21. ledna 1754 o snížení počtu církevních svátků, který potvrdil také dvorní dekret z 27. července 1786. K uvolnění došlo až za vlády císaře Františka, kdy se svátek sv. Kiliána v Přešticích obnovil. Světil se až do roku 1954.

### Restaurátorské práce v letech 2002–2003
Socha s podstavcem i jednotlivými schodovými stupni byla demontována a převezena do  Prahy. Zde restaurátorské práce probíhaly pod dohledem Národního památkového ústavu. Socha byla nejprve očištěna a zpevněna a chybějící části byly domodelovány podle dochovaných pramenů. Kopii sochy vytvořil ak. sochař Martin Široký. Oprava se netýkala jen samotné sochy, ale i jejího podstavce a jednotlivých schodišťových stupňů. Některé části byly v tak špatném stavu, že byla nutná jejich náhrada replikou. Současně se stavebně připravovalo původní místo na osazení sochy, což provedla stavební firma Ing. Prokopa. Pod zakrývací desku schodů byly uloženy dvě dózy; jedna obsahuje popis postupu restaurování sochy s podpisy ak. sochařů Brandy a Širokého, druhá stručnou historii a popis činnosti Spolku pro záchranu historických památek sepsanou Ing. Süssem. Osazení repliky sochy proběhlo 26. srpna 2003.
Slavnostní návrat sochy byl završen jejím vysvěcením vikářem P. Plavcem dne 29. září 2003. Pro tuto příležitost byla neznámým autorem složena „Píseň k svatému Kiliánu“. Její první a poslední sloku viz rámeček vpravo.

## Popis
Plastika stojí v centru města na Masarykově náměstí před domem č. p. 323. Na původních kamenných stupních na soklu s festony je umístěna přesahující krycí deska, na níž na obláčcích stojí postava světce. Oděna je do pluviálu a mitry, v levici drží berlu a pravici má vztyčenou s gestem žehnání.
Na čelní straně podstavce je umístěn znak Přeštic. Původně byl na tomto místě latinský nápis: SANCTVS / CHILIANVS / IN PERICVLIS / INCENDII / CIVITATIS / PRESTICENSIS / PERENNIS / PROTECTOR / ET / DEFENSOR. V překladu znamená: Svatý Kilián v nebezpečenství ohně města Přeštic ustavičný zachránce a ochránce.